# Per Frimann
Per Frimann Hansen (Gladsaxe, 1962. június 4. –) dán válogatott labdarúgó.

## Pályafutása

### Klubcsapatban
Pályafutását az Akademisk BK csapatában kezdte 1980-ban. Egy évvel később a Kjøbenhavns BK együtteséhez távozott, ahol szintén egy szezont játszott. 1982-ben az Anderlecht igazolta le, melynek színeiben hét szezont játszott és ezalatt három bajnoki címet szerzett, 1983-ban pedig csapatával megnyerte az UEFA-kupát. 1988-ban kölcsönadták az Aarhusnak, mellyel megnyerte a dán kupát. 1989-ben a Brøndby IF szerződtette, ahol még egy évet játszott és sérülések miatt 1990 augusztusában, 28 évesen befejezte a pályafutását.    

### A válogatottban
1983 és 1989 között 17 alkalommal szerepelt a dán válogatottban és 1 gólt szerzett. Részt vett az 1986-os világbajnokságon és az 1988-as Európa-bajnokságon.

## Sikerei, díjai
Anderlecht
- Belga bajnok (3): 1984–85, 1985–86, 1986–87
- UEFA-kupa (1): 1982–83

Aarhus GF
- Dán kupa (1): 1987–88